# Spoorlijn 25N
Spoorlijn 25N is een Belgische spoorlijn die Schaarbeek verbindt met Mechelen. De lijn is aangelegd in het kader van het Diabolo-project.

## Traject
Na Schaarbeek takt deze lijn ongelijkvloers af van spoorlijn 36N en heeft een viaducttracé door het omvangrijke spooremplacement van Schaarbeek. Vanaf Machelen loopt de spoorlijn over een gedeelte van knooppunt Machelen, en verder in de middenberm van de E19, waar een gedeelte van het Witte Kinderbos gerooid werd. Aan het afrittencomplex Brucargo is er een aftakking vanuit beide richtingen via spoorlijn 36C naar Brussels Airport-Zaventem, terwijl de spoorlijn zelf langs de E19 doorloopt tot bij de spoorlijnen 25 en 27 in Mechelen; daar verlaat de lijn de middenberm van de snelweg met een viaduct en loopt verder naast spoorlijn 27. Ten slotte sluit de lijn na de crossover van de lijnen 25 en 27 tijdelijk aan op de bestaande spoorlijn 25.
In het kader van de vernieuwing van het station van Mechelen werd een spoorbypass gebouwd zodat deze lijn doorloopt tot in het nieuwe station waar twee bijkomende perrons zijn voorzien. De nieuwe sporen lopen door tot vlak bij station Mechelen-Nekkerspoel waar deze aansluiten op spoorlijn 25. De aanleg van dit drie kilometer lange traject en de aanpassing van het station kostte 170 miljoen euro en werd uitgevoerd tussen 2013 en eind 2019.
Vlak bij het knooppunt Machelen is een aansluiting in aanbouw naar spoorlijn 26 richting Meiser, vanwaar met de Schuman-Josaphattunnel er een rechtstreekse verbinding met station Brussel-Schuman en station Brussel-Luxemburg mogelijk is geworden.
Op 7 juni 2012 werd het Diabolo-project geopend. In de ceremonie werd met een speciale trein door de nieuwe spoorwegtunnel gereden door Koning Albert II. Daarna werd symbolisch op de knop gedrukt.
Op 10 juni 2012 vond de eerste rechtstreekse treinrit plaats tussen Mechelen en de luchthaven.
De reistijd tussen Mechelen en Brussels Airport was in dienstregeling 2015 11 minuten voor de binnenlandse verbinding en 13 minuten voor de Beneluxtrein.

## Aanleg
De bouw begon in het najaar van 2007 op het gedeelte in de E19. Voor de aanleg moest een deel van het Witte Kinderbos gerooid worden. Enige tijd daarna begon men ook op het luchthavendomein met de aanleg. Het boren van de kokers van de E19 tot aan pier A werd afgerond met een tunnelboormachine. Daarna werd de bouw van de laatste sectie, van Pier A naar het station gerealiseerd met openbouwputmethode. Hiervoor werd een verlaten gebouw van DHL gesloopt.

### Sectie Brucargo-Schaarbeek
De aanleg van de laatste sectie naar Schaarbeek liep uitstel op door problemen met de bouwvergunningen, maar werd uiteindelijk op tijd afgerond voor de geplande opening op 10 juni 2012.

### Verlenging Mechelen
Een klein jaar na de ingebruikname van de lijn werden de werken gestart om spoorlijn 25N te verlengen tot na het te vernieuwen station van Mechelen. Deze verlengingen van ongeveer drie kilometer kruist de N227 (Jubellaan) en de Leuvense vaart via twee bruggen. Na het station dient ook nog de N26 (Leuvensesteenweg) en de Dijle gekruist te worden. Op 14 december 2020 werd, samen met de nieuwe dienstregeling, de spoorbypass in gebruik genomen. Bijzonder aan dit project is dat voor een groot deel van het traject een wegverbinding onder de nieuwe sporen zal lopen. Ter hoogte van de Leuvense vaart gaat deze nieuwe wegverbinding onder de vaart waar de spoorweg via een nieuwe brug de vaart kruist. 

## Treindiensten
De NMBS verzorgt het personenvervoer met IC treinen. Daarnaast wordt de route gebruikt door internationale diensten van Thalys en Eurostar.
| Serie         | Treinsoort                    | Route | Bijzonderheden                                                                       |
| ------------- | ----------------------------- | --- | ------------------------------------------------------------------------------------ |
| IC 08         | Intercity (NMBS)              | Antwerpen-Centraal – Mechelen – Brussels Airport-Zaventem – Hasselt                                                                                      |                                                                                      |
| IC 23         | Intercity (NMBS)              | Brussels Airport-Zaventem – Brussel-Zuid – Kortrijk – Brugge – Oostende                                                                                  | Stopt in het weekend bijkomend in Munkzwalm.                                         |
| IC 23A        | Intercity (NMBS)              | Brussels Airport-Zaventem – Brussel-Zuid – Gent-Sint-Pieters – Brugge – Knokke                                                                           |                                                                                      |
| IC 29         | Intercity (NMBS)              | [ De Panne – ] Gent-Sint-Pieters – Aalst – Brussel-Zuid – Brussels Airport-Zaventem – Leuven – Landen                                                    | Rijdt in het weekend De Panne - Brussel-Noord.                                       |
| Eurostar 9100 | Eurostar (Eurostar)           | Amsterdam Centraal – Rotterdam Centraal – Brussel-Zuid – Lille-Europe – London St Pancras International                                                  | Rijdt niet in Nederland in 2025. Wordt mogelijk in de loopt van 2025 weer opgestart. |
| 9200 IC 35    | EuroCity, Beneluxtrein (NMBS) | Rotterdam Centraal – Breda – Noorderkempen – Antwerpen-Centraal – Mechelen – Brussels Airport-Zaventem – Brussel-Noord – Brussel-Centraal – Brussel-Zuid | Via HSL Schiphol - Antwerpen.                                                        |
| Eurostar 9300 | Eurostar (Eurostar)           | Amsterdam Centraal – Schiphol Airport – Rotterdam Centraal – Antwerpen-Centraal – Brussel-Zuid – Paris-Nord                                              | Via HSL. Diverse ritten alleen tussen Amsterdam en Brussel.                          |

## Aansluitingen
In de volgende plaatsen is of was er een aansluiting op de volgende spoorlijnen:
Y Albertbrug
Spoorlijn 36N tussen Brussel-Noord en Leuven
Y Machelen Zuid
Spoorlijn 36C/2 tussen Y Brucargo en Y Keelbeek Noord
Y Machelen Noord
Spoorlijn 36C tussen Y Zaventem en Y Machelen Noord
Y Abeelstraat
Spoorlijn 25 tussen Brussel-Noord en Antwerpen-Centraal
Mechelen Nekkerspoel
Spoorlijn 25 tussen Brussel-Noord en Antwerpen-Luchtbal
Spoorlijn 27 tussen Brussel-Noord en Antwerpen-Centraal
Spoorlijn 27B tussen Y Weerde en Y Sint-Katelijne-Waver / Y Otterbeek

## Galerij

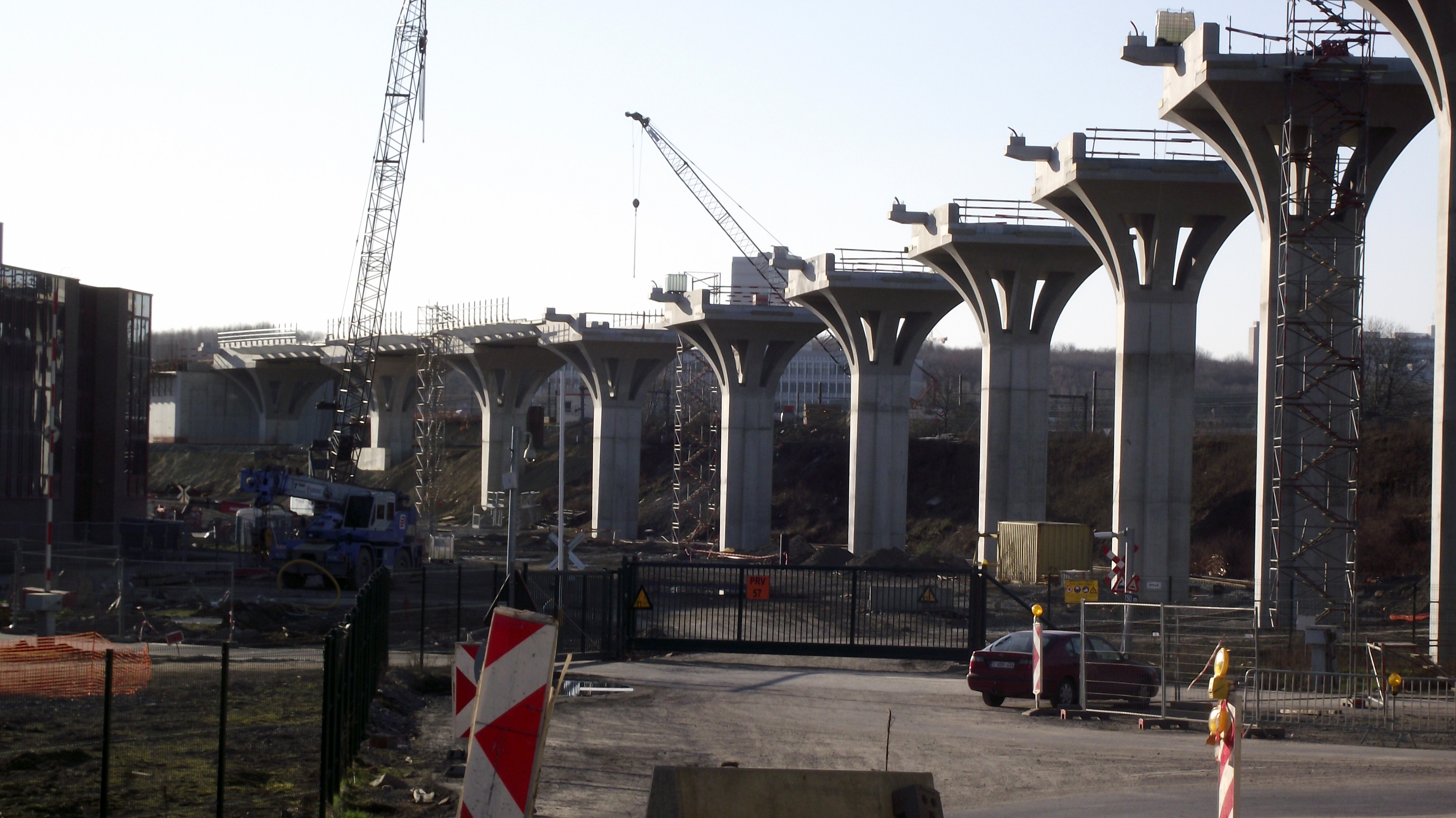
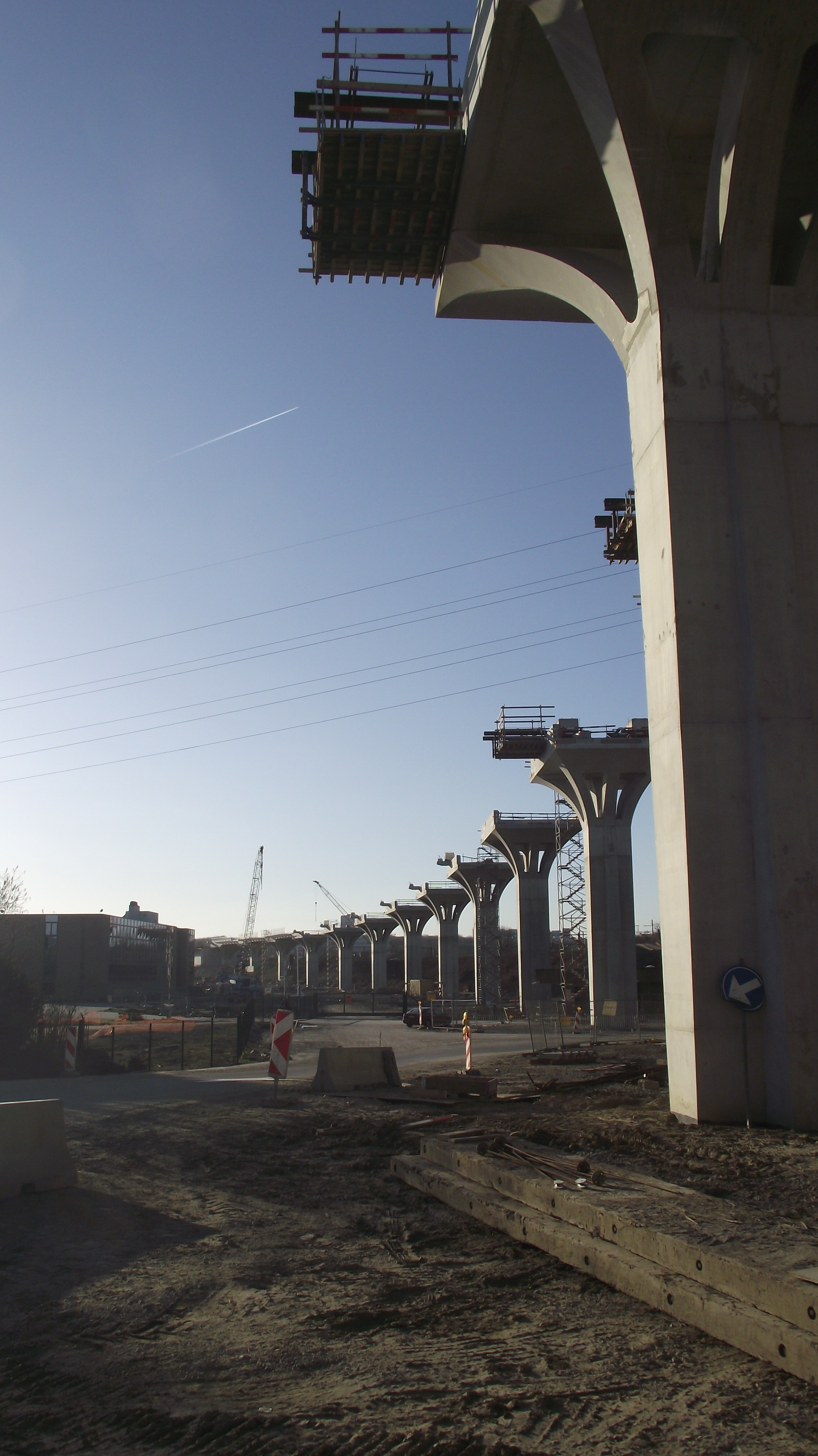
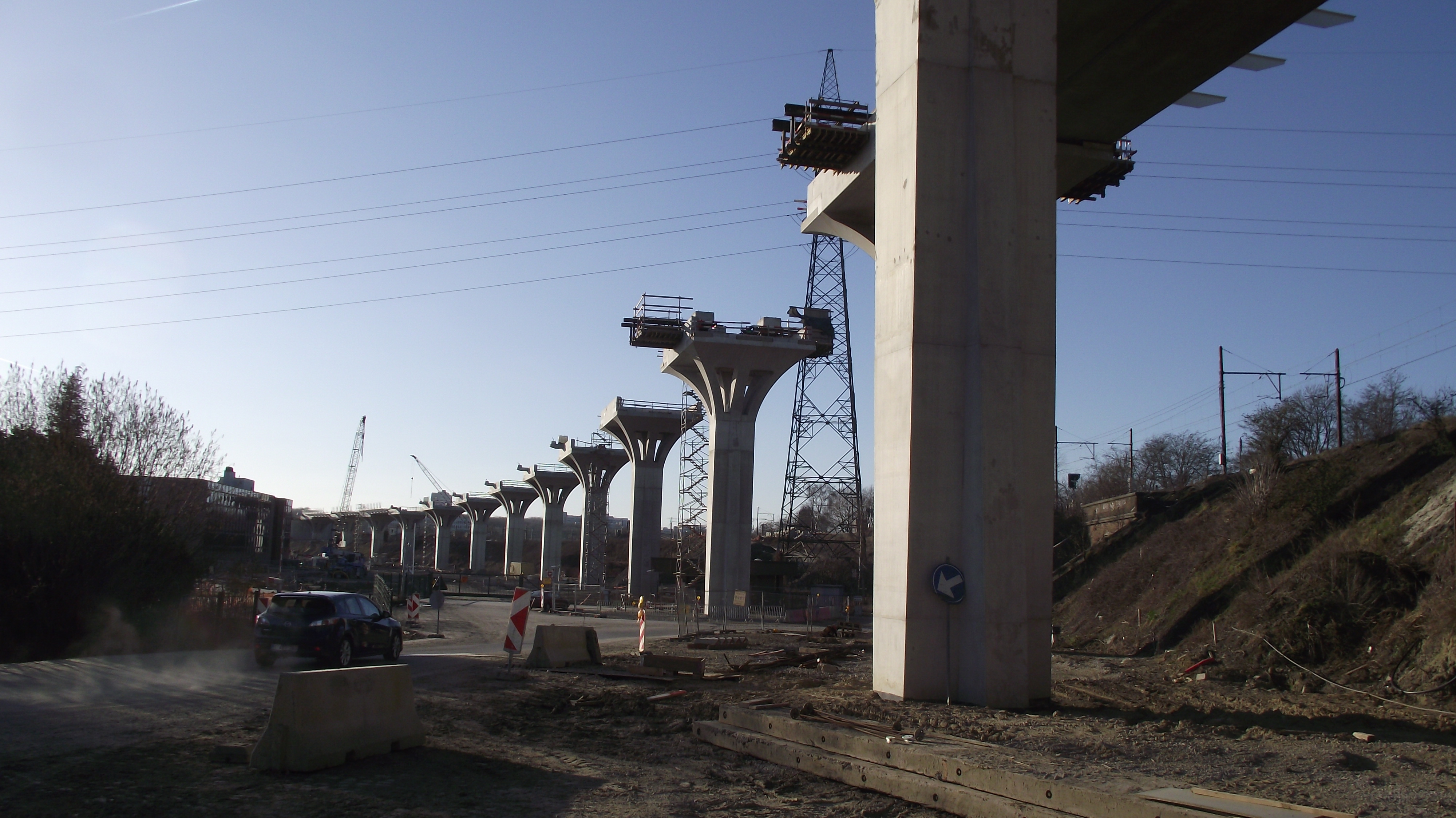
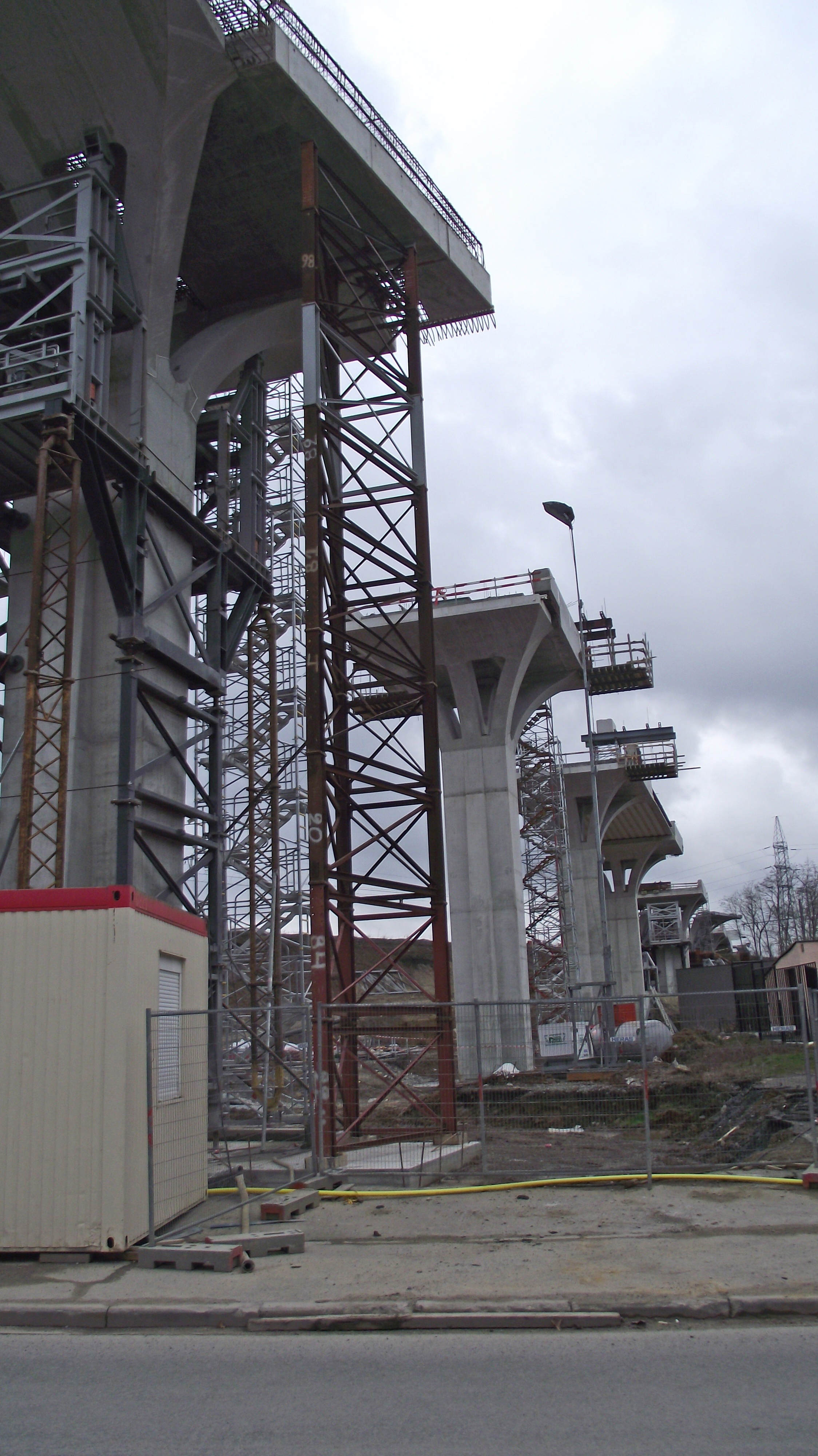
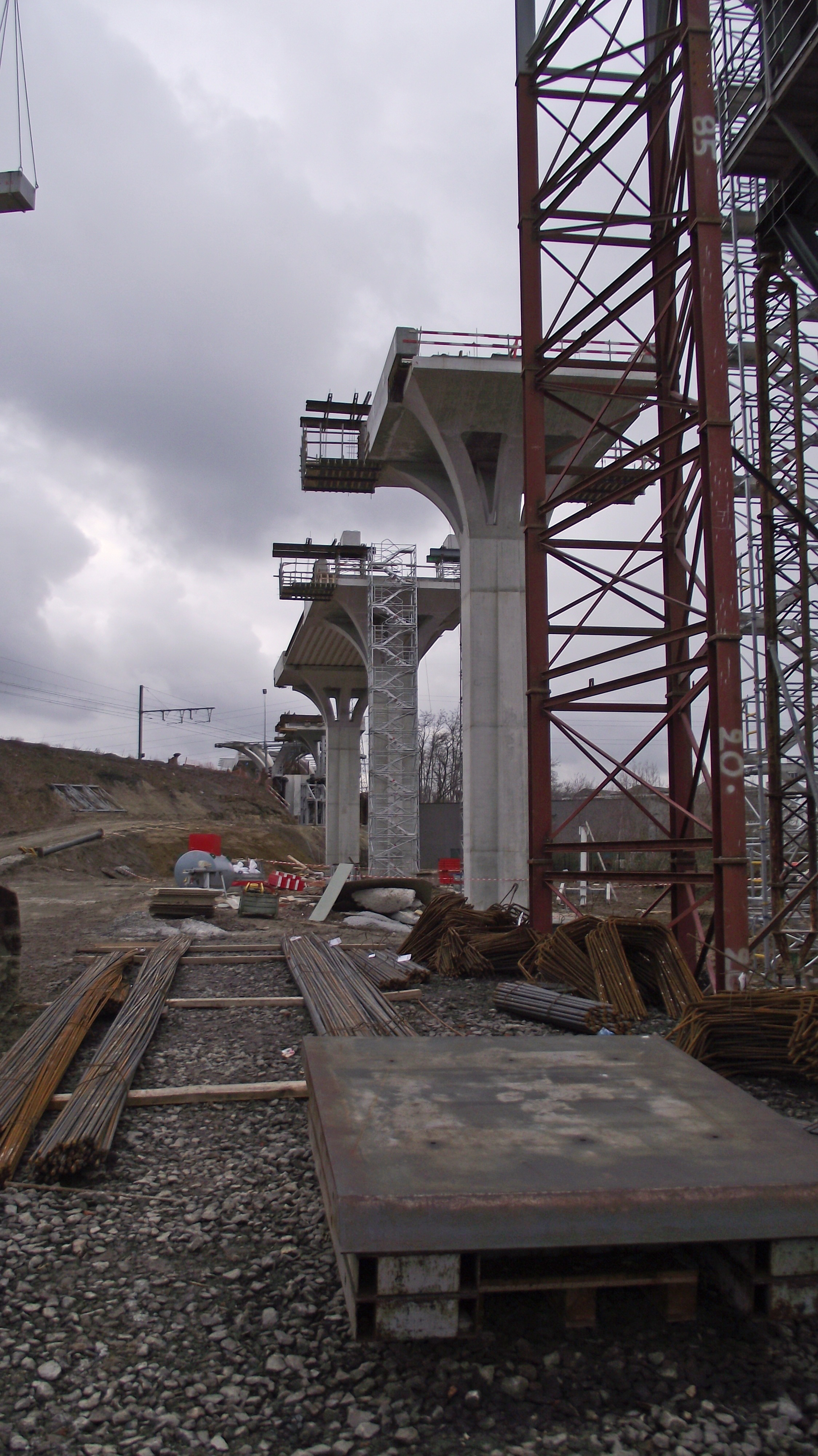
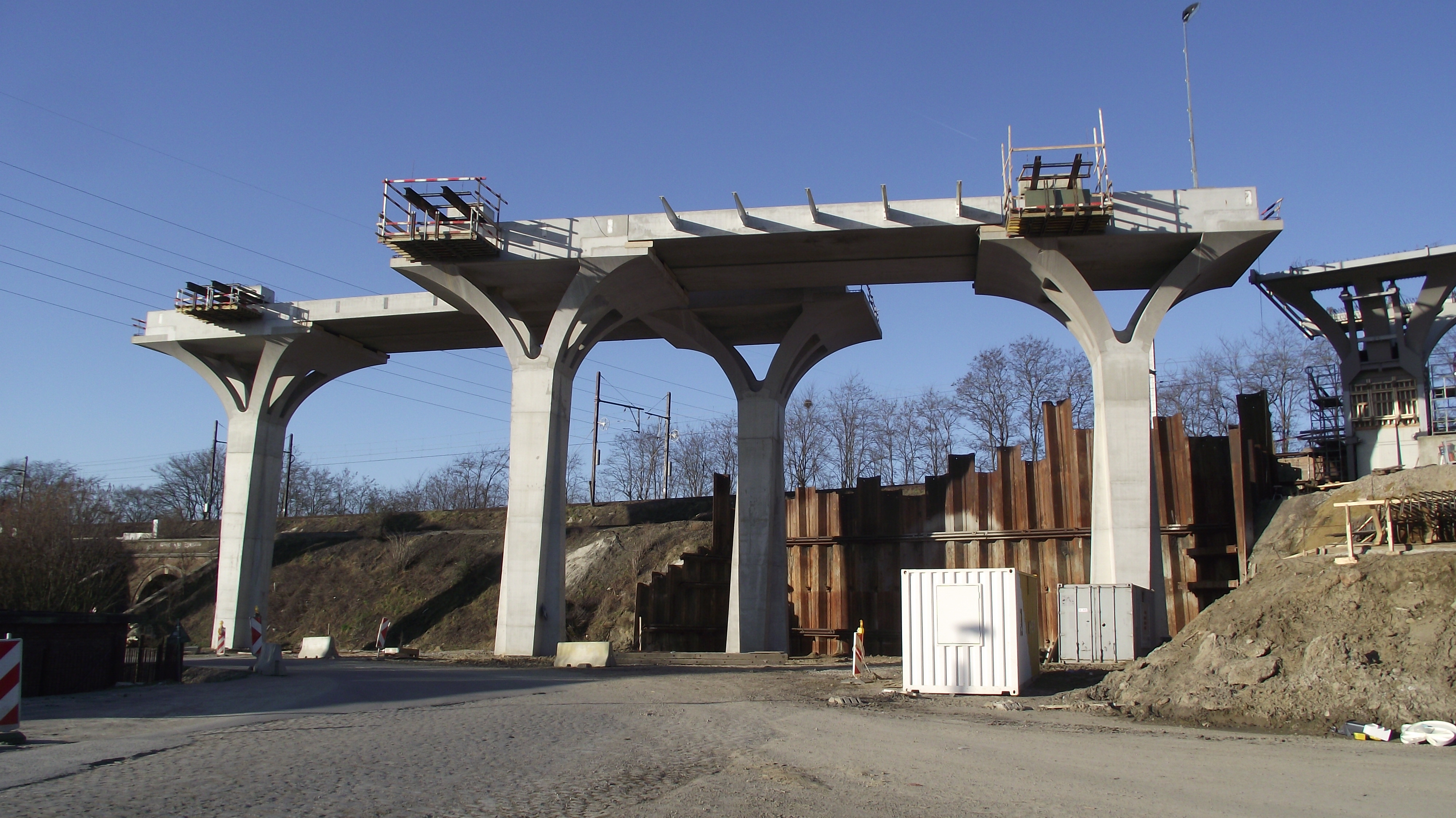
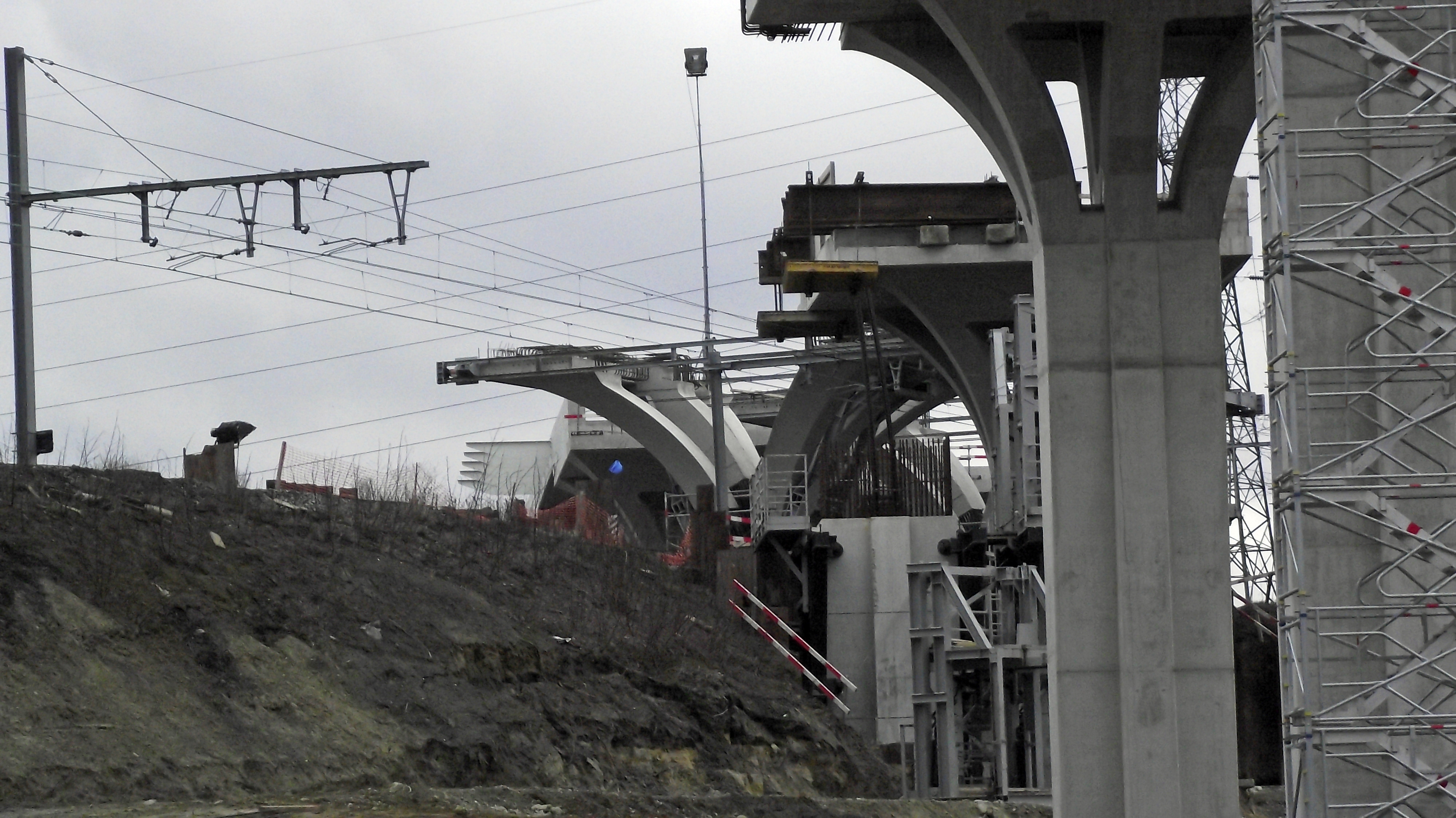
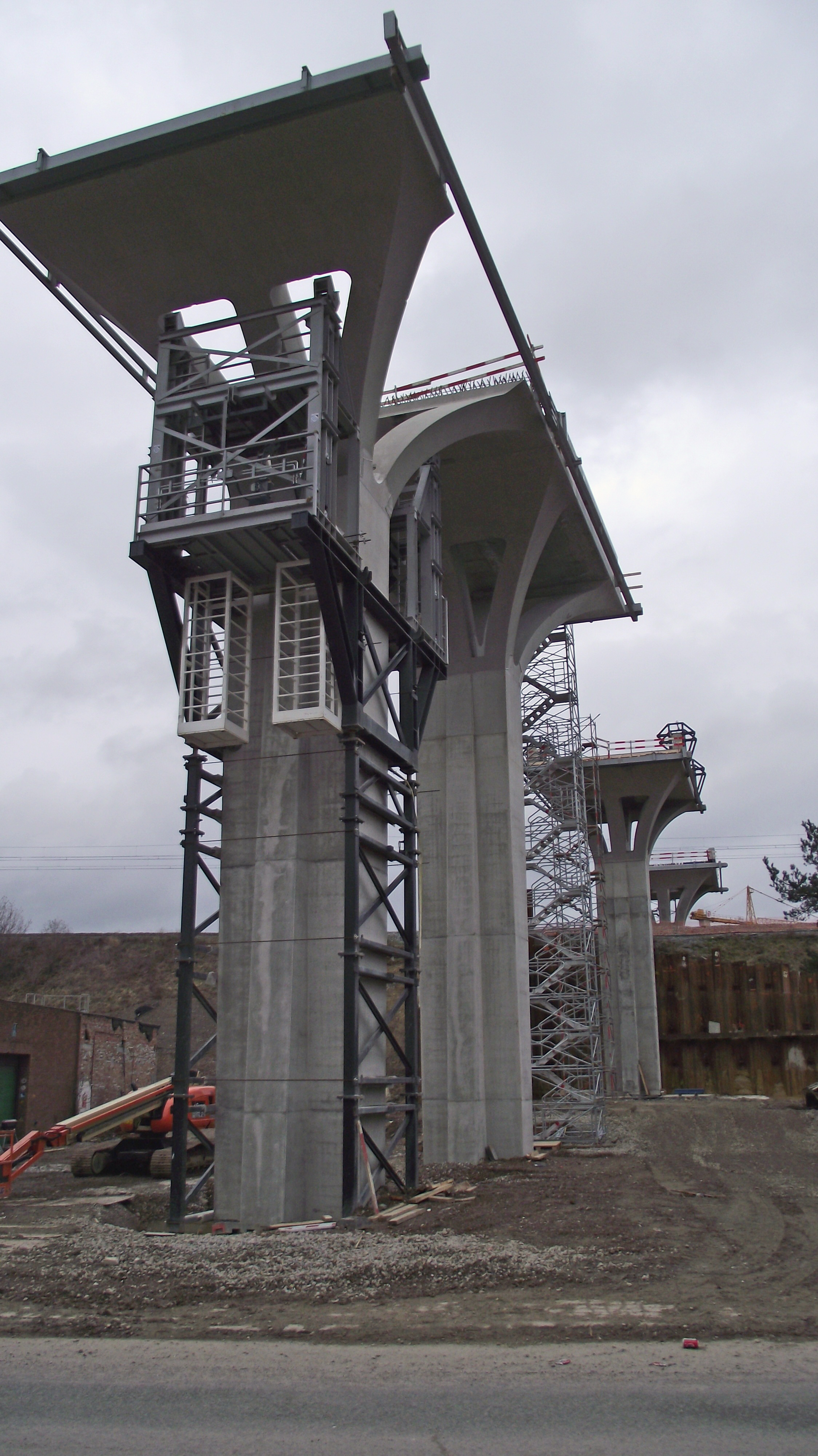
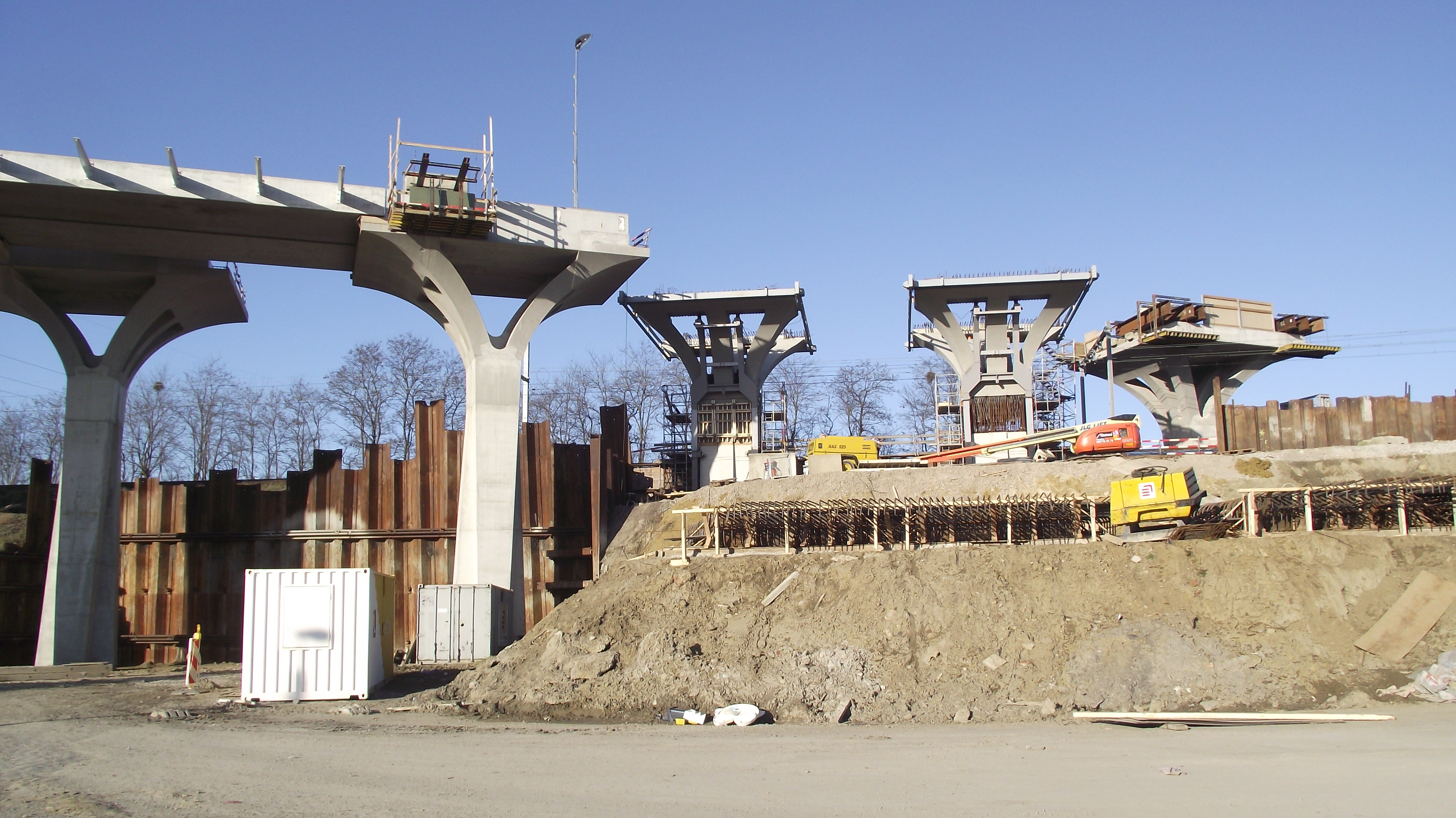
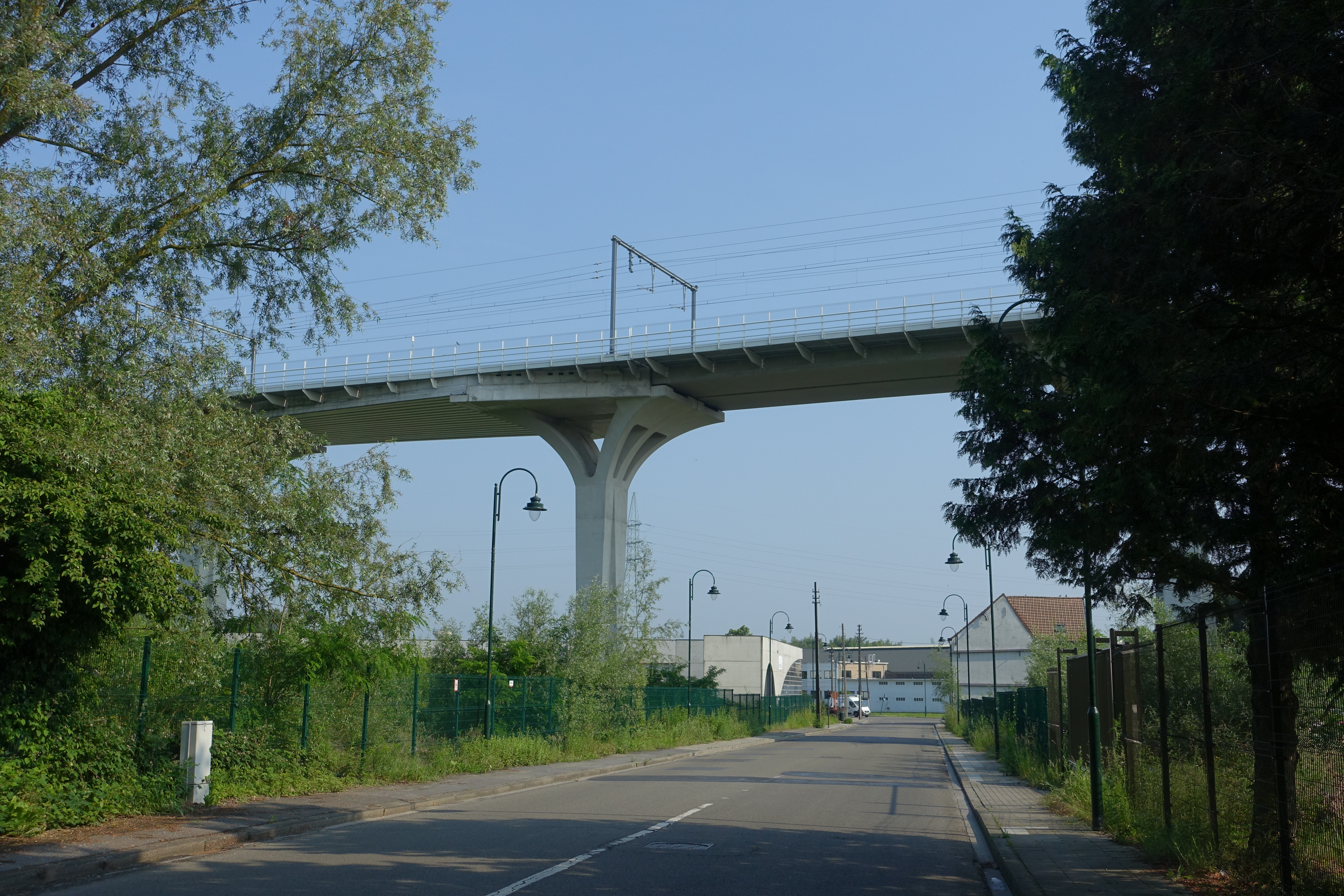
Het viaduct na de ingebruikname (2016)